# Monety kolekcjonerskie III RP w 2011
W 2011 r. Narodowy Bank Polski wyemitował 23 monety kolekcjonerskie o wartości od 10 do 500 złotych. Z okazji beatyfikacji Jana Pawła II po raz pierwszy wprowadzono do obiegu monety o wartości 1 000 złotych. Rozpoczęto także emisję serii monet Polskie Kluby Piłkarskie.

## Spis monet
| Moneta                                                                      | Nominał       | Stop   | Średnica (mm)       | Masa (g) | Nakład | Data emisji     | Projektant                         | Wizerunek    |
| --------------------------------------------------------------------------- | ------------- | ------ | ------------------- | -------- | ------ | --------------- | ---------------------------------- | ------------ |
| Borsuk (Meles meles) Seria: Zwierzęta Świata                                | 20 złotych    | Ag 925 | 38,61               | 28,28    | 80 000 | 27 stycznia     | Ewa Tyc-Karpińska Grzegorz Pfeifer | Awers Rewers |
| Zofia Stryjeńska Seria: Polscy Malarze XIX/XX wieku                         | 20 złotych    | Ag 925 | 40 x 28 (klipa)     | 28,28    | 50 000 | 15 lutego       | Urszula Walerzak                   | Awers Rewers |
| 30. rocznica powstania NZS                                                  | 10 złotych    | Ag 925 | 32                  | 14,14    | 50 000 | 16 marca        | Ewa Tyc-Karpińska                  | Awers Rewers |
| Smoleńsk - pamięci ofiar 10.04.2010 r.                                      | 10 złotych    | Ag 925 | 32                  | 14,14    | 30 000 | 4 kwietnia      | Anna Wątróbska-Wdowiarska          | Awers Rewers |
| Smoleńsk - pamięci ofiar 10.04.2010 r.                                      | 20 złotych    | Ag 925 | 38,61               | 28,28    | 50 000 | 4 kwietnia      | Anna Wątróbska-Wdowiarska          | Awers Rewers |
| Smoleńsk - pamięci ofiar 10.04.2010 r.                                      | 100 złotych   | Au 900 | 21                  | 8        | 5 000  | 4 kwietnia      | Anna Wątróbska-Wdowiarska          | Awers Rewers |
| Beatyfikacja Jana Pawła II - 1 V 2011                                       | 20 złotych    | Ag 925 | 38,61               | 28,28    | 80 000 | 28 kwietnia     | Ewa Tyc-Karpińska                  | Awers Rewers |
| Beatyfikacja Jana Pawła II - 1 V 2011                                       | 25 złotych    | Au 900 | 12                  | 1        | 10 000 | 28 kwietnia     | Ewa Tyc-Karpińska                  | Awers Rewers |
| Beatyfikacja Jana Pawła II - 1 V 2011                                       | 100 złotych   | Au 900 | 21                  | 8        | 8 000  | 28 kwietnia     | Ewa Tyc-Karpińska                  | Awers Rewers |
| Beatyfikacja Jana Pawła II - 1 V 2011                                       | 1 000 złotych | Au 999 | 50                  | 93,30    | 500    | 28 kwietnia     | Ewa Tyc-Karpińska                  | Awers Rewers |
| Przewodnictwo Polski w Radzie UE                                            | 10 złotych    | Ag 925 | 32                  | 14,14    | 50 000 | 1 lipca         | Urszula Walerzak                   | Awers Rewers |
| Przewodnictwo Polski w Radzie UE                                            | 100 złotych   | Au 900 | 21                  | 8        | 4 000  | 1 lipca         | Urszula Walerzak                   | Awers Rewers |
| Ułan II Rzeczpospolitej Seria: Historia Jazdy Polskiej                      | 10 złotych    | Ag 925 | 32 x 22,4 (klipa)   | 14,14    | 50 000 | 15 lipca        | Robert Kotowicz                    | Awers Rewers |
| Ułan II Rzeczpospolitej Seria: Historia Jazdy Polskiej                      | 200 złotych   | Au 900 | 27                  | 15,50    | 5 000  | 15 lipca        | Robert Kotowicz                    | Awers Rewers |
| Czesław Miłosz                                                              | 10 złotych    | Ag 925 | 32                  | 14,14    | 50 000 | 12 sierpnia     | Robert Kotowicz                    | Awers Rewers |
| Czesław Miłosz                                                              | 200 złotych   | Au 900 | 27                  | 15,50    | 4 000  | 12 sierpnia     | Robert Kotowicz                    | Awers Rewers |
| Ignacy Jan Paderewski                                                       | 10 złotych    | Ag 925 | 32                  | 14,14    | 50 000 | 29 sierpnia     | Roussanka Nowakowska               | Awers Rewers |
| Ignacy Jan Paderewski                                                       | 200 złotych   | Au 900 | 27                  | 15,50    | 3 000  | 29 sierpnia     | Roussanka Nowakowska               | Awers Rewers |
| Powstania Śląskie                                                           | 10 złotych    | Ag 925 | 32                  | 14,14    | 50 000 | 7 września      | Grzegorz Pfeifer                   | Awers Rewers |
| Europa bez barier - 100-lecie Towarzystwa Opieki nad Ociemniałymi           | 10 złotych    | Ag 925 | 32                  | 14,14    | 50 000 | 14 października | Dobrochna Surajewska               | Awers Rewers |
| Ferdynand Ossendowski Seria: Polscy Podróżnicy i Badacze                    | 10 złotych    | Ag 925 | 32                  | 14,14    | 50 000 | 4 listopada     | Dominika Karpińska-Kopiec          | Awers Rewers |
| Polonia Warszawa Seria: Polskie Kluby Piłkarskie                            | 5 złotych     | Ag 925 | 24                  | 7,07     | 50 000 | 18 listopada    | Grzegorz Pfeifer                   | Awers Rewers |
| Jeremi Przybora, Jerzy Wasowski Seria: Historia polskiej muzyki rozrywkowej | 10 złotych    | Ag 925 | 32                  | 14,14    | 50 000 | 8 grudnia       | Roussanka Nowakowska               | Awers Rewers |
| Jeremi Przybora, Jerzy Wasowski Seria: Historia polskiej muzyki rozrywkowej | 10 złotych    | Ag 925 | 28,2 x 28,2 (klipa) | 14,14    | 50 000 | 8 grudnia       | Roussanka Nowakowska               | Awers Rewers |